# Aromas
Aromas es una comuna nueva francesa situada en el departamento de Jura, de la región de Borgoña-Franco Condado.

## Historia
Fue creada el 1 de enero de 2017, en aplicación de una resolución del prefecto de Jura de 15 de diciembre de 2016 con la unión de las comunas de Aromas y Villeneuve-lès-Charnod, pasando a estar el ayuntamiento en la antigua comuna de Aromas.

## Demografía
| Gráfica de evolución demográfica de Aromas entre 1800 y 2013 |
|                                                              |

Los datos entre 1800 y 2013 son el resultado de sumar los parciales de las dos comunas que forman la nueva comuna de Aromas, cuyos datos se han cogido de 1800 a 1999, para las comunas de Aromas, y Villeneuve-lès-Charnod de la página francesa EHESS/Cassini. Los demás datos se han cogido de la página del INSEE.

## Composición
| Comuna                 | Código INSEE | Población (2013) | Superficie (km²) | Densidad (hab./km²) |
| ---------------------- | ------------ | ---------------- | ---------------- | ------------------- |
| Aromas                 | 39018        | 557              | 18.75            | 30                  |
| Villeneuve-lès-Charnod | 39566        | 77               | 7.05             | 11                  |